# (3233) Krišbarons
(3233) Krišbarons – planetoida z pasa głównego asteroid okrążająca Słońce w ciągu 3 lat i 119 dni w średniej odległości 2,23 au. Została odkryta 9 września 1977 roku w Krymskim Obserwatorium Astrofizycznym w Naucznym na Półwyspie Krymskim przez Nikołaja Czernycha. Nazwa planetoidy pochodzi od Krišjānisa Baronsa (1835-1923), łotewskiego pisarza i folklorysty. Przed nadaniem nazwy planetoida nosiła oznaczenie tymczasowe (3233) 1977 RA6.